# Lauda-Air-Flug 004
Der Lauda-Air-Flug 004 war ein Linienflug der österreichischen Fluggesellschaft Lauda Air von Hongkong über Bangkok nach Wien, auf dem am 26. Mai 1991 um 23:17 Uhr Ortszeit die eingesetzte Boeing 767-300ER im Westen Thailands abstürzte, nachdem sich während des Steigflugs die Schubumkehr an einem Triebwerk unerwartet selbst aktiviert hatte. Alle 223 Menschen an Bord kamen ums Leben. Es handelt sich um den schwersten Unfall in der österreichischen Luftfahrtgeschichte. Lauda-Air-Flug 004 ist der einzige tödliche Absturz einer Boeing 767, bei dem nicht kriminelle Handlungen (Pilotensuizid, Flugzeugentführung) oder ein reiner Pilotenfehler als Unfallursache ermittelt werden konnten.

## Flugzeug
Das verunglückte Flugzeug war eine Boeing 767-3Z9ER mit dem Kennzeichen OE-LAV und dem Taufnamen „Mozart“, die ihren Erstflug am 26. September 1989 absolvierte. Sie wurde am 16. Oktober 1989 an Lauda Air ausgeliefert und seither durchgehend von ihr betrieben. Ausgestattet war das Flugzeug mit zwei Triebwerken des Typs Pratt & Whitney PW4000 und war zum Unfallzeitpunkt erst etwa eineinhalb Jahre alt.

## Verlauf
Die Maschine startete am 26. Mai 1991 um 23:02 Uhr Ortszeit am Flughafen Bangkok-Don Mueang, wo sie auf dem Weg von Hongkong nach Wien einen Zwischenstopp eingelegt hatte. An Bord befanden sich 213 Passagiere, hauptsächlich Österreicher, Italiener, Schweizer und Hongkong-Chinesen sowie zehn Crewmitglieder. Kapitän war Thomas John Welch (48 Jahre) mit 11700 Flugstunden an Berufserfahrung, Copilot war Josef Thurner (41 Jahre) mit 6500 Flugstunden.
5 Minuten und 45 Sekunden nach dem Abheben bemerkte Thurner eine optische Warnung, die auf eine möglicherweise bevorstehende Aktivierung der Schubumkehr hinwies (es war eine Kontrollleuchte mit der Aufschrift „REV ISLN“, eine ähnliche Einblendung auf den EICAS-Bildschirmen oder beides). 4 Minuten und 30 Sekunden diskutierten Welch und Thurner über diese Anzeige, währenddessen Thurner auch im Handbuch nachlas, wie man auf diese Anzeige reagieren solle. Da dort jedoch vermerkt war, dass kein Eingreifen notwendig sei (da die Schubumkehr nur während einer Landung verwendet wird – und dieser Sachverhalt lag nicht vor) und die Anzeige selbstständig erlosch, schenkten die Piloten der Anzeige keine weitere Aufmerksamkeit.
15 Minuten nach dem Start öffnete sich jedoch die Schubumkehr am linken Triebwerk der zweistrahligen Maschine. Zwar wurde es sofort auf Leerlauf geschaltet, dennoch führten der plötzliche einseitige Schubverlust und weitere aerodynamische Effekte zum Strömungsabriss. Aus 24.700 Fuß Höhe, etwa 7500 Metern, stürzte die Boeing 767 5,6 Kilometer von der thailändischen Ortschaft Phu Toey entfernt ab. Im Sturzflug brachen innerhalb von Sekunden Leitwerk und Tragflächen ab, der Rumpf brach mutmaßlich unmittelbar darauf (in viele Stücke) auseinander.
Alle 223 Insassen kamen ums Leben. Unter den Opfern waren der Nationalökonom Clemens August Andreae und sein Kollege Michael Lehmann, der UN-Drogenbeauftragte Donald McIntosh, Pairat Decharin, der Gouverneur der Provinz Chiang Mai und seine Frau sowie Prinzessin Chao Phongkaeo Na Lamphun, die Tochter von Chao Ratchabut (Wongtawan Na Chiang Mai).

## Ursachen
Es wurde festgestellt, dass die Schubumkehr des linken Triebwerks tatsächlich bei einer Geschwindigkeit von Mach 0,78 ausgefahren war. Ungewollte Aktivierung der Schubumkehr im Flug galt laut Handbuch bei bestimmten Verkettungen von Fehlern als möglich. Boeing und die US-Luftfahrtbehörde FAA (bei der Zulassung) hatten jedoch die für diesen Fall vorgesehenen Maßnahmen und ihr Training am Flugsimulator für ausreichend gehalten, um die Kontrolle über das Flugzeug aufrechterhalten zu können. Die aufgrund der Flugdaten später vorgenommenen Versuche im Windkanal und am Flugsimulator führten dagegen zu der Schlussfolgerung, dass die Piloten in eine so unerwartet schwierige Situation geraten waren, dass sie die erforderlichen Steuermanöver trotz ihrer Fähigkeiten und ihres Trainingsstandes nicht rechtzeitig (innerhalb von 4 bis 6 Sekunden) ausführen konnten. Die früheren Simulationen bei Boeing waren an einer Geschwindigkeit von Mach 0,3 bei Einsetzen der Schubumkehr orientiert gewesen.
Die Ursache des ungewollten Einsetzens der Schubumkehr konnte allerdings nicht eindeutig ermittelt werden. In Betracht gezogen wurde besonders, dass ein hydraulisches Absperrventil (Hydraulic Isolation Valve, HIV), welches das Ausfahren der Schubumkehrklappen verhindern sollte, beschädigt gewesen oder wegen fehlerhafter Verkabelung geöffnet worden sein könnte (Kurzschluss zwischen Kabeln zu einer die Schubumkehr steuernden Zylinderspule). Tatsächlich war das Wartungspersonal bei Lauda-Air seit Monaten mit Warnmeldungen der Schubumkehr des linken Triebwerks der Maschine beschäftigt gewesen, hatte erfolglos Hydraulikelemente und ein Monitormodul (Propulsion Interface Monitor Unit) ausgetauscht und wollte als Nächstes das Kabel zwischen Cockpit und Schubumkehrsystem überprüfen. Ähnliche Probleme der Verkabelung waren von anderen Boeing 767 bekannt. Tatsächliches Auftreten eines Elektrikfehlers beim Unfallflug konnte jedoch nicht festgestellt werden, nicht zuletzt aufgrund des hohen Zerstörungsgrads der Wrackteile.
Bei der Untersuchung wurde ein Konzeptionsfehler der hydraulischen Steuerung der Schubumkehr aufgedeckt, der die Schubumkehr ungewollt auslösen konnte. Am 15. August 1991 untersagte die FAA daher vorübergehend den Einsatz der Schubumkehr bei allen Boeing 767. Das zweite an der Schubumkehrsteuerung beteiligte Ventil, ein Wegeventil (Directional Control Valve, DCV) tauchte zwar 9 Monate nach dem Unfall auf, war aber offenbar von Unbekannten zwischenzeitlich teilweise zerlegt und verändert wieder zusammengesetzt worden.
Die Untersuchung des Unfalls wurde unter anderem dadurch erschwert, dass der Flugdatenschreiber wegen Brandeinwirkung am Boden unbrauchbar geworden war (die thailändische Untersuchungskommission empfahl besseren Hitzeschutz). Die Rekonstruktion des Geschehens beruht wesentlich auf der Auswertung des Stimmenrecorders, neben dem Gespräch sind Wind- und Rüttelgeräusche, unterschiedliche Alarmtöne und schließlich ein Knall zu hören (nach anderer Quelle „infernalisches Kreischen berstenden Metalls“).

## Auswirkungen

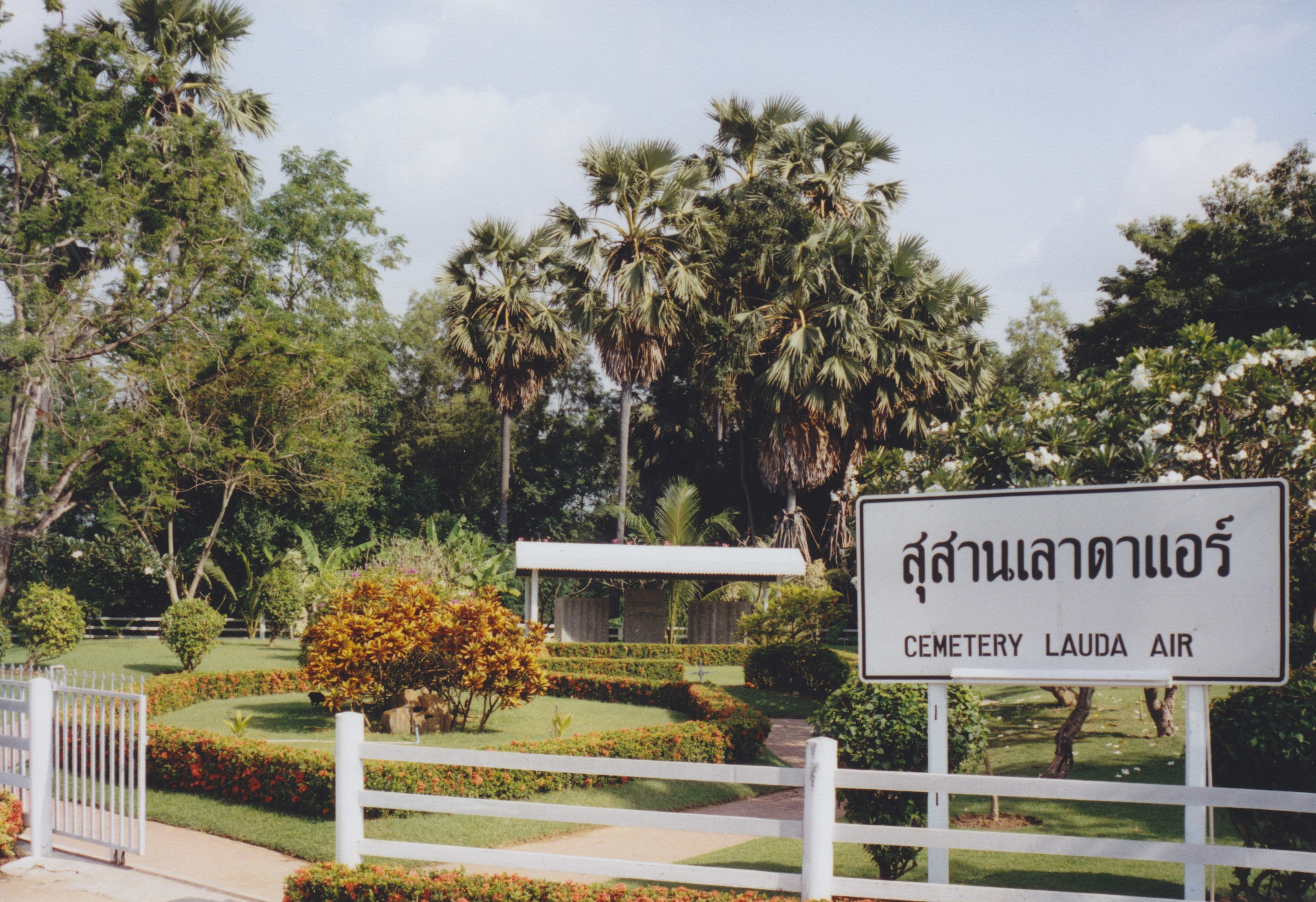
„Lauda Air Cemetery“ bei Wat Sa Kaeo Si Sanphet (Provinz Suphan Buri), wo 43 unidentifizierte Opfer des Absturzes bestattet sind

Der Flugsimulator von Boeing für die Boeing 767 wurde umprogrammiert, um die Situation auch bei höheren Geschwindigkeiten darzustellen – dies aber eher für Untersuchungszwecke. Da die Annahme, auch bei Einsetzen der Schubumkehr im Flug bleibe die Maschine kontrollierbar, aufgegeben werden musste, zielten weitere Maßnahmen darauf ab, die Möglichkeit dieser Situation wirksam auszuschließen.
Boeing änderte das Schubumkehrsystem für die Boeing 767 in sechs Punkten. Dazu gehörten:
- Austausch des magnetisch durch eine Zylinderspule (solenoid) gesteuerten hydraulischen Absperrventils (Hydraulic Isolation Valve, HIV) durch ein weniger anfälliges, das durch einen Motor gesteuert wird;
- verbesserte Verlegung und Isolierung des Kabels zwischen Cockpit und dem Schubumkehrsystem am Triebwerk.

Betroffen waren in erster Linie alle Boeing 767 mit Triebwerken Pratt & Whitney PW4000. Die Umrüstung wurde im Februar 1992 abgeschlossen.
Dasselbe Schubumkehrsystem war darüber hinaus bei den Boeing 757, 747 und 737 installiert. Besonders ähnlich war die Konstellation Boeing 757 mit Triebwerken Pratt & Whitney PW2000. Auch bei diesen wurde daher das Absperrventil ausgetauscht.
Empfehlungen zur Überprüfung der Verkabelung ergingen auch hinsichtlich anderer Flugzeuge von Boeing, Airbus und McDonnell Douglas. Maschinen mit anderen Triebwerken von Pratt & Whitney, Rolls-Royce oder General Electric galten als weniger gefährdet.

## In den Medien
Der Unfall ist Gegenstand der zweiten Folge der vierzehnten Staffel der kanadischen Dokumentationsreihe Mayday – Alarm im Cockpit
unter den Titeln Niki Lauda: Tragedy In The Air, Niki Lauda: Testing the Limits bzw. noch genauer Mayday S14E02 Niki Lauda: Testing the Limits, die 2014 produziert wurde. N24 zeigte Mitte 2016 eine deutsche Fassung davon unter dem Titel Lauda Air 004: Absturz im Dschungel.

## Kritik
Ein Meinungsbeitrag in „Österreichs Luftfahrtmagazin Austrian Wings“ kritisiert die Episode von Mayday – Alarm im Cockpit (s. o.) als „mangelhaft recherchiert“; dem Inhaber der Fluggesellschaft, dem Autorennfahrer Niki Lauda, sei die Gelegenheit gegeben worden, den Unfall allein zu seinen Gunsten darzustellen. Sein angeblich energisches Bemühen um eine schnelle Aufklärung der Ursachen habe im Gegensatz dazu gestanden, dass das Unternehmen lange regelwidrig für die Ursachensuche wesentliche Unterlagen zurückgehalten habe. Auch werde mit keinem Wort erwähnt, dass mehr als 20 Seiten des technischen Logbuchs der „Mozart“ fehlten und diese Seiten offenbar erst nach dem Absturz entnommen wurden, also ganz offensichtlich Beweismittel mutmaßlich durch Lauda Air vorsätzlich manipuliert wurden.
Austrian Wings und ein Schweizer Internetportal weisen weiter auf ein österreichisches Gutachten hin, das erheblich sorgfältiger als der Bericht der thailändischen Untersuchungskommission sein soll und außerdem im Gegensatz zu diesem deutlich auf die Verantwortung von Lauda Air für den Unfall hingewiesen habe. Angesichts der seit langem registrierten automatischen Warnungen zur Schubumkehr des linken Triebwerks hätte die Maschine nicht mehr starten dürfen. Das Unternehmen habe diese Bedenken übergangen, weil es sich um eine von damals nur zwei verfügbaren Langstrecken-Maschinen für Urlaubsreisen gehandelt habe; die Sicherheit der Insassen sei also gegenüber der wirtschaftlichen Betrachtung in den Hintergrund gestellt worden.

## Ähnliche Fälle
- Absturz einer Lockheed C-5 Galaxy der US Air Force bei Ramstein
- TAM-Linhas-Aéreas-Flug 402 mit einer Fokker 100 der TAM Linhas Aéreas unmittelbar nach dem Start
- Pacific-Western-Airlines-Flug 314 mit einer Boeing 737-200 der Pacific Western Airlines bei einem Durchstartmanöver